# Скшешовиці
Скшешовиці (пол. Skrzeszowice) — село в Польщі, у гміні Коцмижув-Любожиця Краківського повіту Малопольського воєводства.
Населення — 533 особи (2011).
У 1975-1998 роках село належало до Краківського воєводства.

## Демографія
Демографічна структура станом на 31 березня 2011 року:
|          | Загалом | Допрацездатний вік | Працездатний вік | Постпрацездатний вік |
| -------- | ------- | ------------------ | ---------------- | -------------------- |
| Чоловіки | 272     | 55                 | 184              | 33                   |
| Жінки    | 261     | 60                 | 147              | 54                   |
| Разом    | 533     | 115                | 331              | 87                   |